# Augusto Passaglia
Augusto Passaglia (Lucca, 1 de mayo de 1837-Florencia, 4 de septiembre de 1918), fue un escultor italiano.

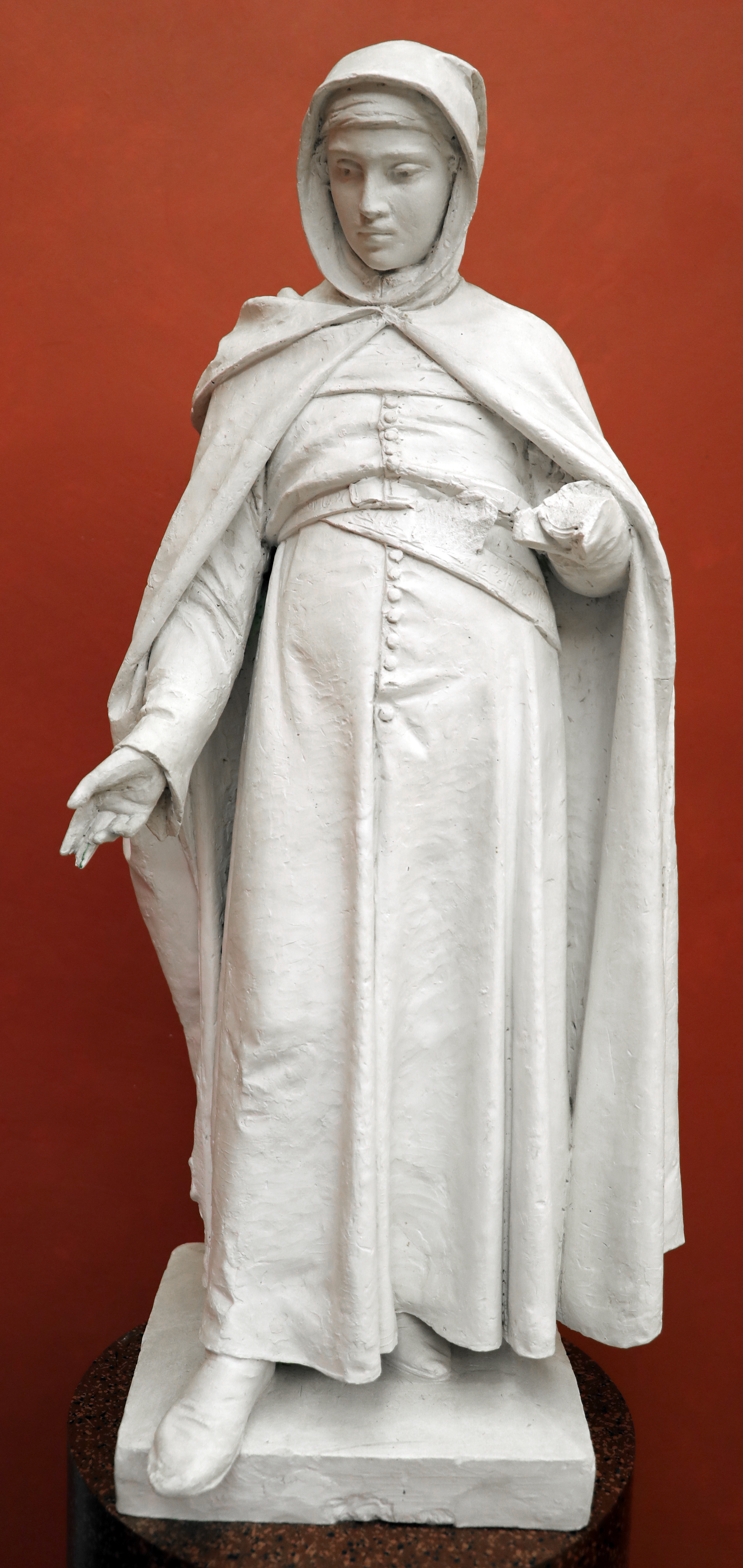
Giovanni Boccaccio, modelo en yeso en el Museo e Pinacoteca Nazionale di Palazzo Mansi.

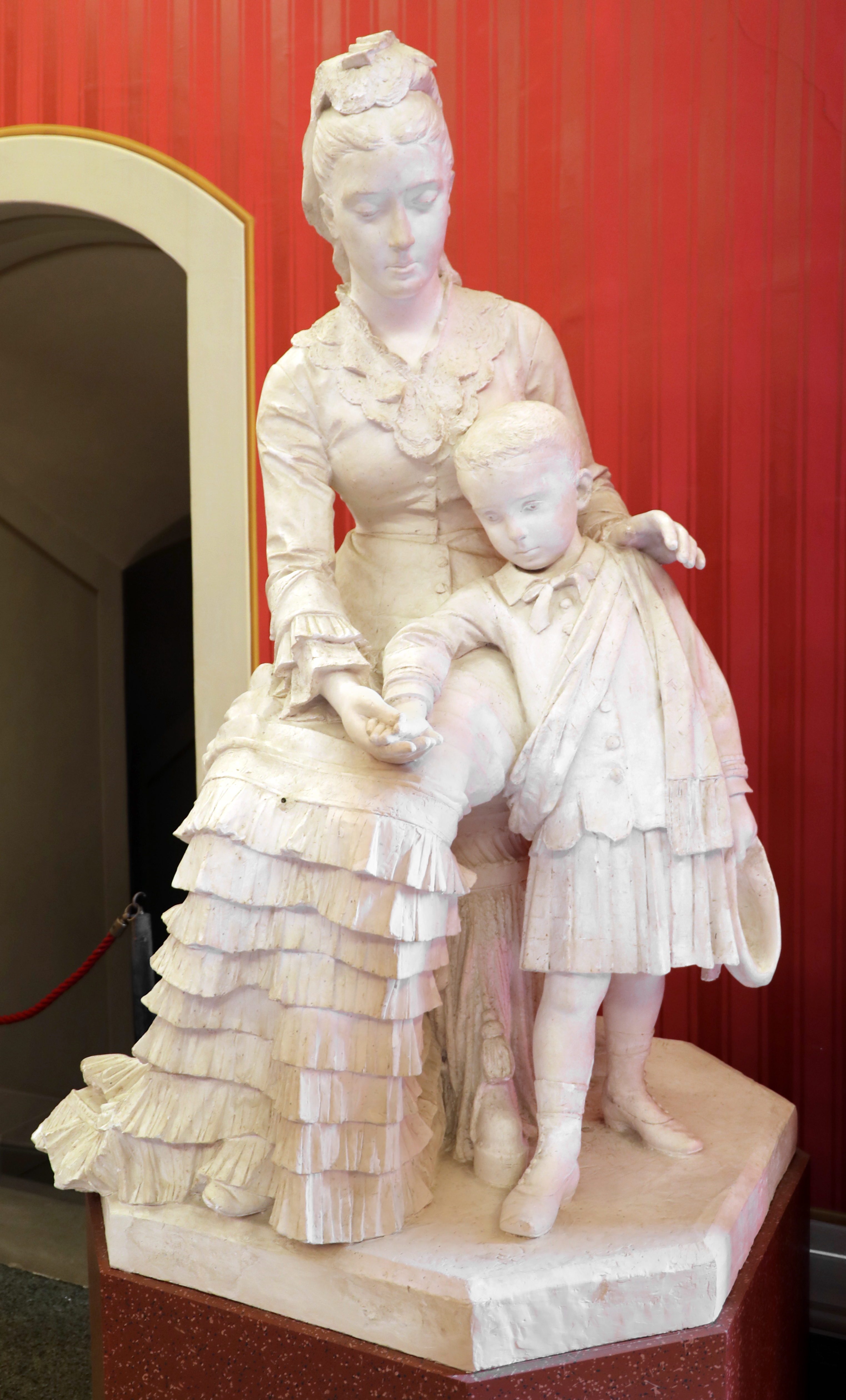
Felicitas Guerrero y su hijo Félix. Modelo en yeso en el Museo e Pinacoteca Nazionale di Palazzo Mansi.

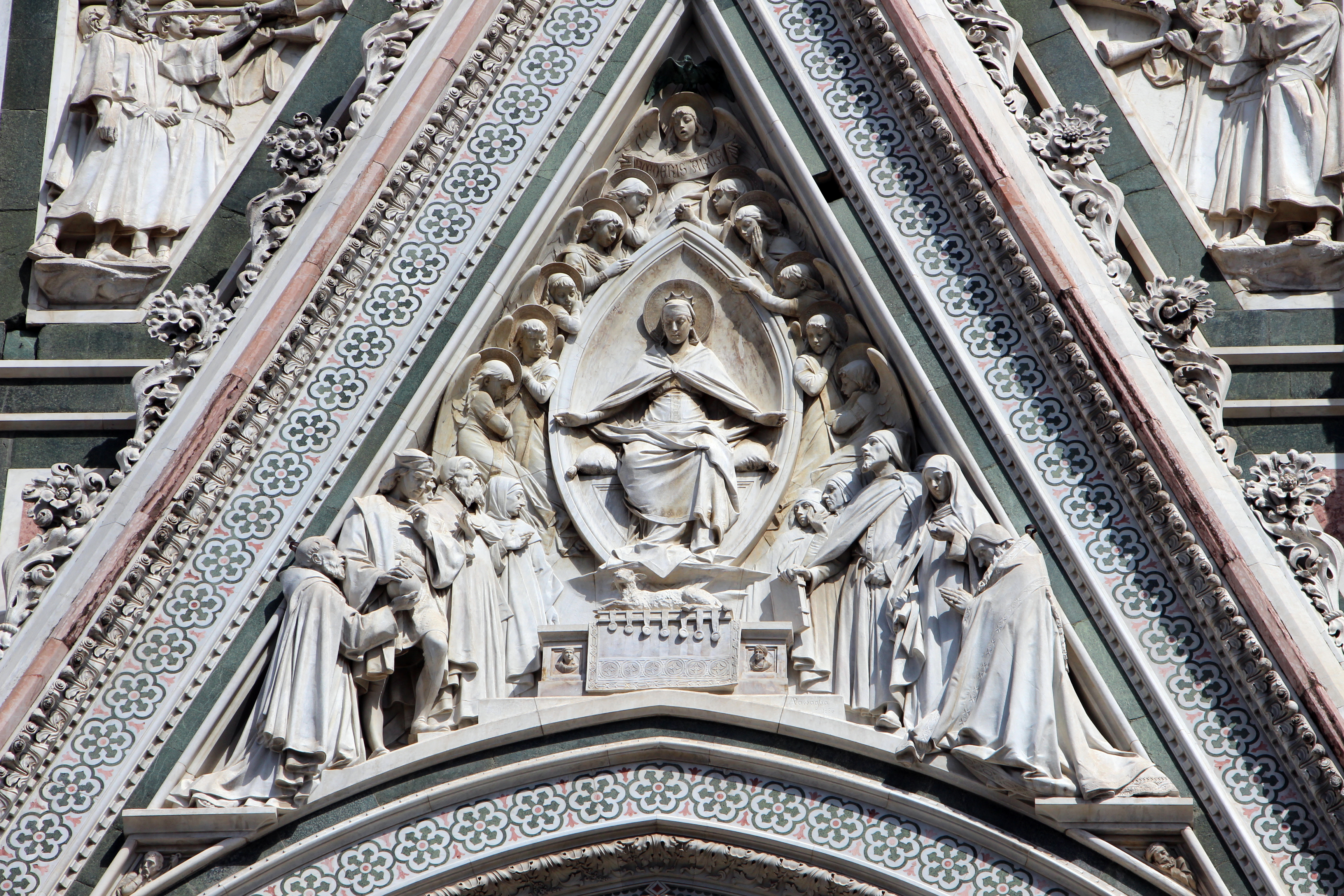
Foederis Arca. Altorrelieve en el tímpano del portal principal de la catedral de Florencia.

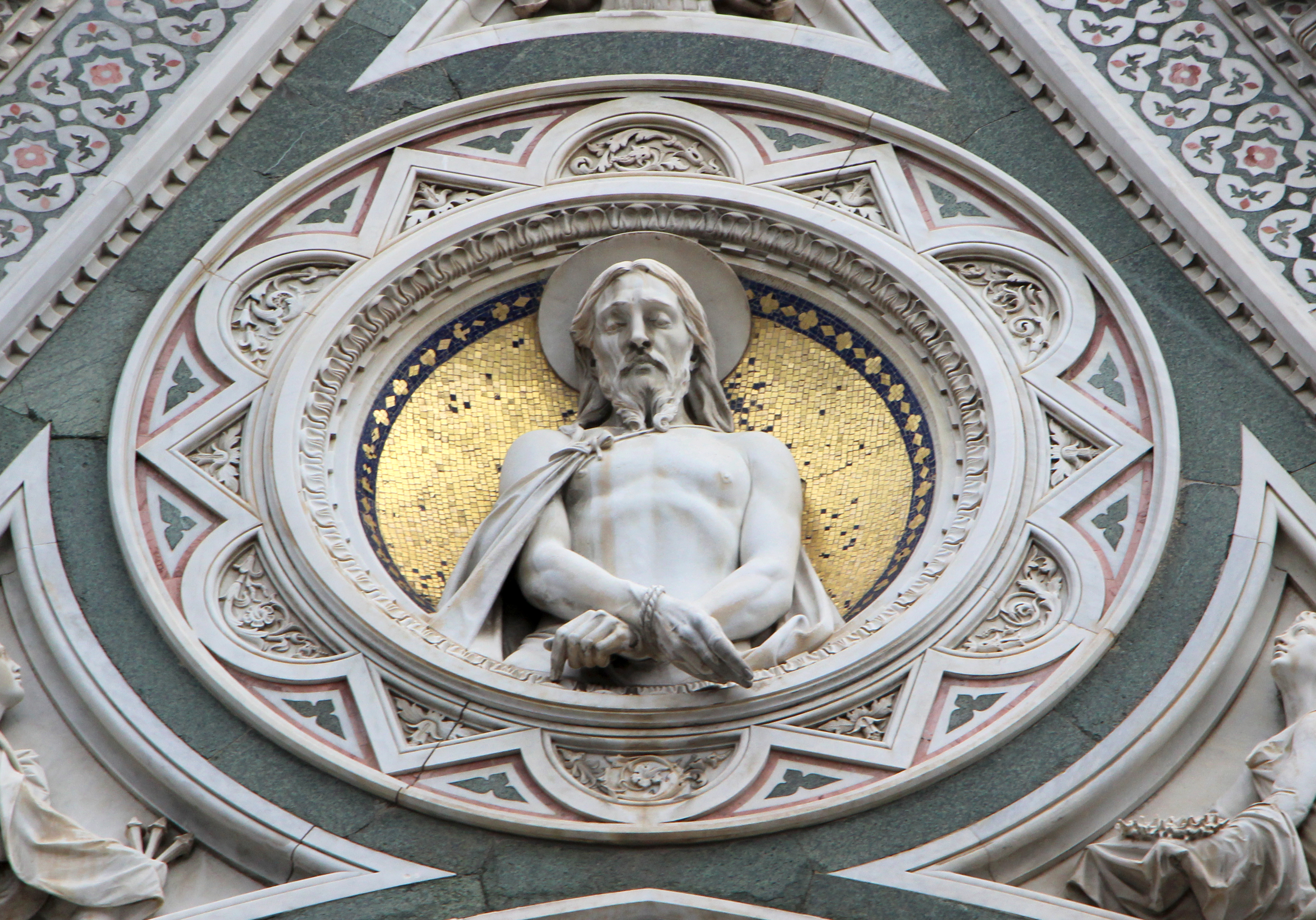
Ecce homo, en el portal izquierdo de la catedral de Florencia.

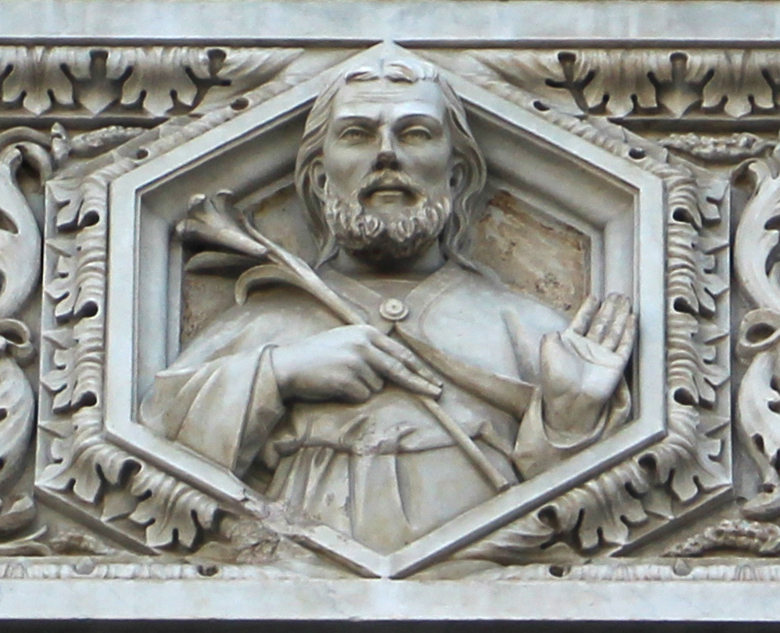
San José. Catedral de Florencia.

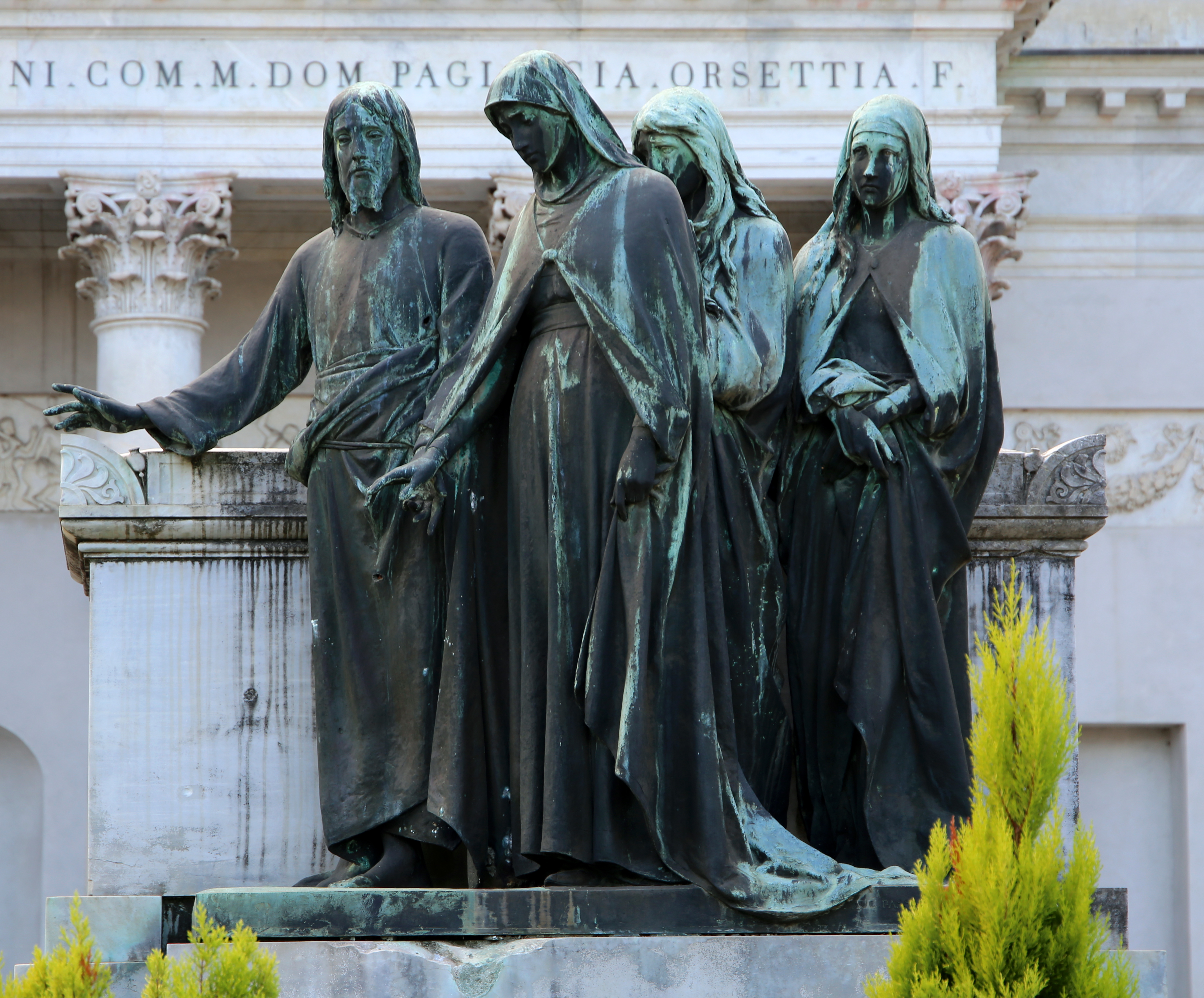
Monumento funerario de la familia Tognini Lenci Mazzei.

## Biografía
Su padre, platero y cincelador, lo inició en el arte de la orfebrería; luego tuvo como maestro a Pier Antonio Martini, especializándose en su taller en el trabajo del cincel; uno de sus trabajos por esa época fue una copia de la cabeza de Miguel Ángel. A los quince años ingresó en el Real Instituto de Bellas Artes de Lucca donde tuvo como maestro a Pier Antonio Martini y diez años después obtuvo una beca de estudios de cuatro años en Florencia, donde fue alumno de Giovanni Dupré y Emilio Santarelli. Terminados sus estudios abrió un atelier que compartió con el escultor Urbano Lucchesi y el pintor Michele Marcucci. 
Fue profesor de Plástica ornamental y Escultura decorativa en la Escuela Superior de Artes Aplicadas; poco después de su nombramiento obtuvo el puesto de director del establecimiento. Tuvo como alumnos a Arturo Dresco, Francisco Cafferata, Ezio Ceccarelli, Vincenzo Rosignoli, Víctor de Pol  y Dante Morozzi, entre otros.
Fue galardonado con diversos honores, entre ellos, el de caballero de la Corona de Italia.
El Museo e Pinacoteca Nazionale di Palazzo Mansi, situado en Lucca, conserva la gipsoteca de Passaglia, con más de dos mil piezas, entre las que destaca Figura femminile con bambino, el modelo en yeso de Felicitas Guerrero de Álzaga con su pequeño hijo.  

## Obras
- En 1872 realizó el medallón de mármol representando al escultor Antonio Pelliccia para el cementerio de Lucca.[3]
- En 1876 hizo el cenotafio en mármol del arzobispo Giulio Arrigoni, colocado en la iglesia de los santos Giovanni y Reparata en Lucca.[3]
- 1878. Púlpito en mármol según diseño del arquitecto Giuseppe Pardini, en la iglesia parroquial de Santa Maria Assunta, en Marlia, provincia de Lucca.[12]
- En 1879 terminó la estatua en mármol blanco del escritor y humanista Giovanni Boccaccio, en cuya base agregó los bajorrelieves Boccaccio racconta le sue novelle a donne e giovinetti, Petrarca e Boccaccio a Arquà y Commedia dantesca in S. Croce esculpidos cuatro años antes. El monumento está emplazado en Piazza Boccaccio en Certaldo.[1]
- Alrededor de 1879 esculpió en yeso la estatuilla del escultor Benvenuto Cellini; la figura muestra a un joven Cellini que, obligado por su padre a tocar la flauta, estira los brazos mostrando aburrimiento.[3][11]
- c. 1879 talló la escultura de madera pintada Madonna del Sacro Cuore, sita en la iglesia de San Leonardo in Borghi en Lucca.[3]
- A inicios de la década del 80 participó en concursos municipales en Lucca, Turín  y Venecia, para realizar el monumento del rey Vittorio Emanuele II; obtuvo premios monetarios en dos de las ciudades y fue premiado con el primer puesto en Lucca donde, en 1885, se erigió la estatua de bronce en las murallas de la ciudad. En Turín participó con una estatua ecuestre, y en Venecia también representó al rey a caballo y en sus laterales el genio de la Libertad con la Paz y Roma colocando la corona sobre la cabeza del rey.[1][11]
- 1881. Busto del arcipreste del primacial de Pisa, Luigi Della Fanteria, ubicado en el cementerio monumental de Pisa.[3]
- 1885. Bustos en mármol de Carrara de Carlos José Guerrero y de su esposa Felicitas Cueto Montes de Oca, y grupo escultóreo representando a su hija Felicitas Guerrero de Álzaga con su hijo Félix (Felicitas Guerrero de Alzaga con il figlioletto), ubicados en la iglesia de Santa Felicitas en Buenos Aires.[13]
- En 1887 completó la mayor parte de las obras para la catedral de Santa María del Fiore en Florencia: estatuas, altorrelieves, bajorrelieves y medallones. Entre otras esculturas destaca Foederis Arca, en el tímpano del portal principal y en el izquierdo Ecce Homo, la imagen del Eterno Padre, así como numerosas esculturas de santos y personajes de la Biblia (beato Ippolito Galantini, san Giovanni Gualberto, san José, san Marco Evangelista, san Miniato, san Filippo Benizi, Moisés, David, Isaías, etc.[14]).[1] Foederis Arca es un altorrelieve que representa a la Virgen sentada con varios serafines a su alrededor; además otros personajes, entre ellos, el papa Calixto III, san Pío V, santa Catalina de Siena y Cristóbal Colón con su amigo el fraile franciscano Juan Pérez.[11] También modeló las contraventanas de bronce de la puerta izquierda y de la puerta central, esta última terminada en 1903 con la colaboración de su hijo Giulio.[3]
- En 1891 terminó el monumento al jurista Francesco Carrara, en bronce, para el Palazzo della Provincia en Lucca.[15]
- 1893. Busto en mármol blanco del pintor purista Michele Ridolfi, ubicado en la iglesia de los santos Giovanni y Reparata, en Lucca.[16]
- 1896. Busto en bronce del explorador Carlo Piaggia, situado en el palacio Pretorio de Lucca.[12]
- 1903. Grupo escultóreo en bronce Tre Marie con San Giovanni, en el cementerio urbano de Lucca.[12]
- Entre otros monumentos funerarios en el cementerio de Lucca, destaca el de la familia Tognini Lenci Massei (1903).[3]
- Otras obras suyas se pueden ver en varios lugares de Lucca; y en el Museo Nazionale di Villa Guinigi en Lucca se conserva una colección de figuras en yeso.[1][17]
- En 1911 creó la placa en honor a Giacomo Puccini para Lucca.[3]